# Slender Man (film)
Slender Man is een Amerikaanse horrorfilm uit 2018, geregisseerd door Sylvain White en geschreven door David Birke, gebaseerd op het personage met dezelfde naam van Victor Surge.

## Verhaal
Hallie Knudsen is een jonge studente die met haar familie in een klein stadje in Massachusetts woont. Op een avond verzamelen zij en haar vrienden Chloe, Wren en Katie zich in Katie's kelder en besluiten ze voor de lol Slender Man op te roepen, een groot gezichtsloos wezen dat al eeuwenlang kinderen doet verdwijnen. Een week nadat ze de video heeft bekeken om het monster op te roepen, verdwijnt Katie in het niets op een schoolreisje zonder een spoor achter te laten. Na dit incident gaan Hallie, Chloe en Wren naar het huis van Katie om haar verdwijning te onderzoeken. Bij het vinden van haar laptop ontdekken ze dat ze na het zien van de video vaak met Aleeykat93, een meisje dat ook naar de video had gekeken, communiceerde en uiteindelijk werd onthuld dat de dader van haar verdwijning Slender Man zou kunnen zijn.

## Rolverdeling
- Joey King als Wren
- Julia Goldani Telles als Hallie Knudsen
- Jaz Sinclair als Chloe
- Annalise Basso als Katie Jensen
- Alex Fitzalan als Tom, Hallie's liefdesbelang
- Taylor Richardson als Lizzie Knudsen, de jongere zus van Hallie
- Javier Botet als Slender Man
- Kevin Chapman als meneer Jensen, Katie's alcoholische vader
- Jessica Blank als mevrouw Knudsen, Hallie en Lizzie's moeder
- Michael Reilly Burke als meneer Knudsen, Hallie en Lizzie's vader

## Ontvangst
Op Rotten Tomatoes heeft Slender Man een waarde van 8% en een gemiddelde score van 3,20/10, gebaseerd op 80 recensies. Op Metacritic heeft de film een gemiddelde score van 30/100, gebaseerd op 15 recensies.

## Prijzen en nominaties
| Jaar | Prijs                       | Categorie                    | Genomineerde(n)             | Uitslag     |
| ---- | --------------------------- | ---------------------------- | --------------------------- | ----------- |
| 2018 | Golden Trailer Awards       | Beste horrorposter           | Screen Gems                 | Genomineerd |
| 2019 | Hawaii Film Critics Society | Slechtste film van het jaar  | Slechtste film van het jaar | Genomineerd |
| 2019 | Golden Raspberry Awards     | Slechtste vrouwelijke bijrol | Jaz Sinclair                | Genomineerd |